# Eccidio di Decima
L'eccidio di Decima fu una strage avvenuta a San Matteo della Decima, frazione del comune di San Giovanni in Persiceto, il 5 aprile 1920 durante una manifestazione sindacale di contadini e braccianti promossa dalla Camera del Lavoro. Fu, in termini di morti e feriti, una delle peggiori stragi avvenute durante il biennio rosso.

## Contesto storico
Nel primo dopoguerra in tutta Italia erano esplose drammatiche situazioni sociali croniche, come quella delle campagne, dominate da immutabili rapporti di forza e da istituzioni secolari, come la mezzadria e il bracciantato. Questo contesto, diventato ormai insostenibile, riemerse in un quadro economico aggravato dalla disoccupazione dilagante e dall'inflazione galoppante frutto dei quattro anni di guerra. Da questa situazione di conflittualità sociale ne stavano uscendo fortemente rafforzate le organizzazioni sindacali (la CGdL, la CIL, l'USI e l'UIL), i partiti di massa (il Partito Socialista e il Partito Popolare) e le leghe contadine che, dopo decenni di lotte, si stavano espandendo e rafforzando sempre più grazie all'adesione di migliaia di nuovi iscritti. Sul versante opposto i ceti industriali ed agrari, che stavano anch'essi attraversando una fase di riorganizzazione, esortarono il governo di Francesco Saverio Nitti ad attuare misure contro i sindacati e leghe. 
Nella primavera-estate del 1920 le agitazioni sindacali e gli scioperi raggiunsero il loro picco storico. Il governo italiano, temendo l'imminenza di una rivoluzione sul modello russo, rispose quindi con una sistematica e dura repressione degli scioperi e delle proteste, schierando nelle strade reparti dei Reali Carabinieri, dell'esercito e della neocostituita Regia guardia per la pubblica sicurezza. Nello specifico Nitti riteneva che gli scontri di piazza causassero contrasti sociali, e non il contrario. In un telegramma del 24 marzo 1920 il presidente del Consiglio aveva ribadito le linee guida per contenere le manifestazioni:
Anche nella pianura bolognese, area interessata da dure lotte sociali, i sindacati avevano ripreso la lotta dando vita a lunghi contenziosi con gli agrari. E mentre i contadini scioperavano nelle piazze dei paesi si tenevano regolarmente i comizi di sindacalisti e politici come Armando Borghi, Errico Malatesta, Nicola Bombacci e Francesco Zanardi. 
A San Matteo della Decima, frazione di Persiceto posta nell'estremo nord-ovest della provincia di Bologna, nei primi mesi del 1920 i mezzadri locali, dopo aver ricusato il vecchio capitolato, ne avevano proposto agli agrari uno nuovo scritto insieme alle associazioni sindacali. La situazione, a causa del rifiuto dei proprietari di accettare il nuovo contratto, era ben presto scivolata verso l'ennesima lotta sindacale.
Per il 5 aprile 1920 la Camera del Lavoro, d'ispirazione anarchica e aderente all'Unione Sindacale Italiana, organizzò un comizio a Decima per illustrare il nuovo capitolato con oratori i sindacalisti Sigismondo Campagnoli, Pietro Comastri e Clodoveo Bonazzi.

## I fatti

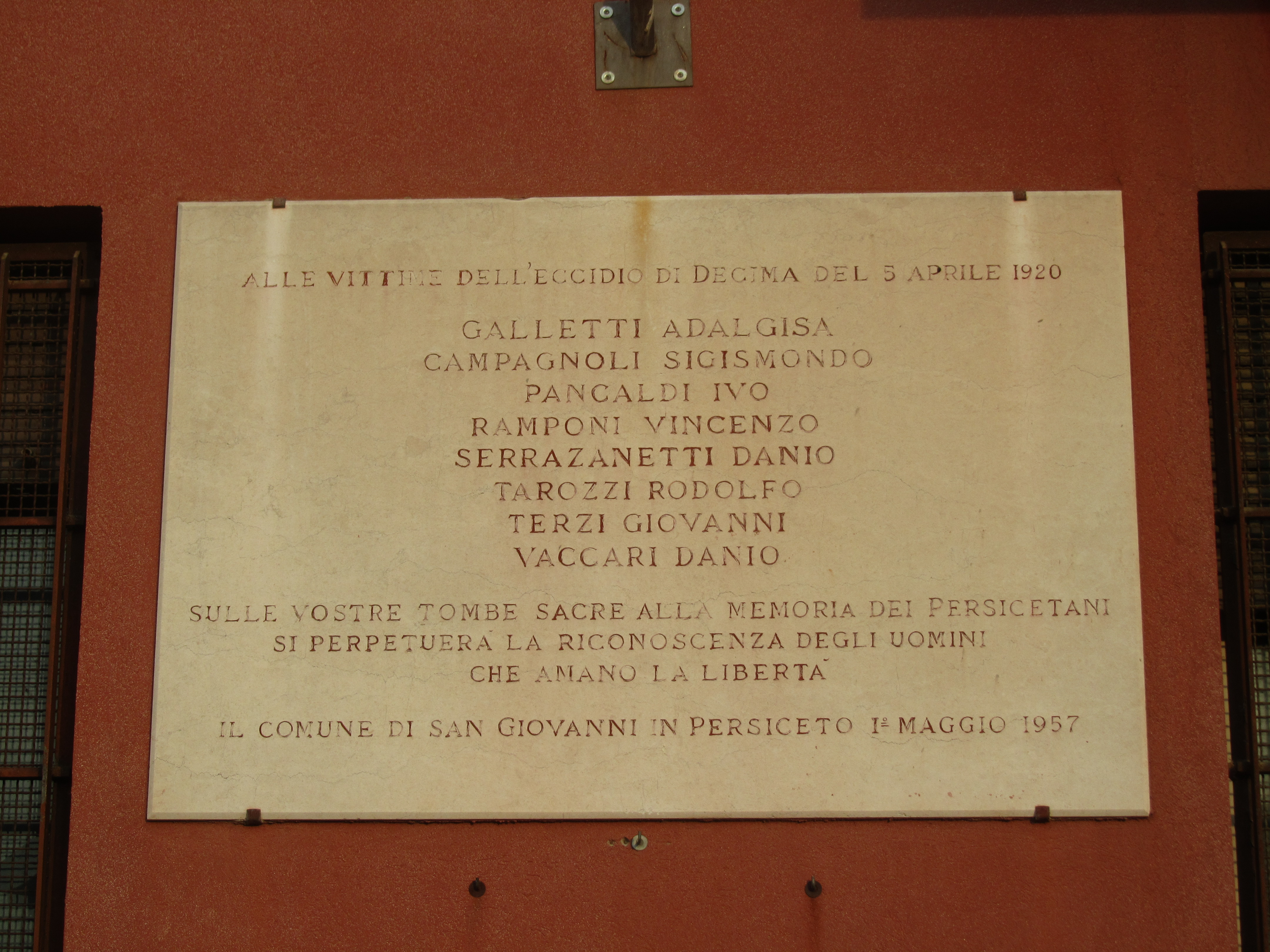
Lapide in ricordo delle Vittime dell'eccidio.

Nel pomeriggio del 5 aprile, lunedì di Pasqua, circa 1 500 persone confluirono nel cortile antistante le scuole di Decima dove si sarebbe dovuto tenere il comizio. A presidiare l'area vi era un plotone di Reali Carabinieri, comandato dal brigadiere Folletig e dal vicecommissario di Pubblica Sicurezza De Carolis. Il primo oratore a parlare fu Campagnoli. Durante il suo intervento il sindacalista si scagliò duramente contro il Governo, le autorità di polizia e la Chiesa causando le proteste sia di De Carolis che di Folletig, i quali più volte interruppero il discorso per invitare alla moderazione. 
Dopo Campagnoli prese la parola Comastri il quale a sua volta rivolse pesanti accuse contro le istituzioni governative ed in particolare la Pubblica Sicurezza. Le parole dell'oratore fecero infuriare il brigadiere Folletig il quale, dopo aver intimato a Comastri di tacere, sparò un colpo di moschetto in aria. Pochi istanti dopo lo stesso militare si avvicinò al tavolo adibito a palco e iniziò a scuoterlo; così facendo gli oratori e chi stava loro vicino caddero a terra. Contemporaneamente venne lanciato dalla folla, verso le forze dell'ordine, un sifone pieno di gassosa che senza colpire nessuno andò ad infrangersi contro la parete della scuola. Una delle schegge di vetro però ferì leggermente al volto il vicecommissario De Carolis. Alla vista del collega ferito il brigadiere Folletig colpì con la baionetta Campagnoli il quale, pur essendo ferito, esortò la folla alla calma. Pochi istanti dopo il graduato diede ordine ai suoi sottoposti di aprire il fuoco e di disperdere i manifestanti. Una scarica di proiettili investì indistintamente gli oratori e la folla che, presa dal panico, iniziò a fuggire. Nella foga i Carabinieri caricarono i manifestanti terrorizzati a colpi di baionetta causando una strage. Restarono sul terreno cinque morti e una quarantina di feriti. A presidiare Decima vennero chiamati in fretta e furia i soldati del 35º Reggimento fanteria "Pistoia", mentre nelle successive 48 ore morirono in ospedale altri tre feriti.

## Le vittime
Furono uccisi il 5 aprile davanti alle scuole di Decima:
- Adalcisa Galletti, di 21 anni, colona;
- Sigismondo Campagnoli di 43 anni, muratore;
- Vincenzo Ramponi di 45 anni, colono;
- Rodolfo Tarozzi, di 18 anni, agricoltore;
- Giovanni Terzi, di 56 anni, cordaro;

Morti il 6 aprile all'ospedale di Persiceto:
- Ivo Pancaldi, di 32 anni;
- Danio Vaccari, di 31 anni, operaio;

Morto il 7 aprile all'ospedale di Persiceto:
- Danio Serrazanetti, di 51 anni, operaio.

## Conseguenze
L'eco della strage raggiunse presto Bologna dove il comune decise di esporre il gonfalone e di pagare le spese del funerale di Sigismondo Campagnoli. Il 6 aprile la Camera del Lavoro, la Camera Confederale del Lavoro e la Federterra proclamano lo sciopero generale. A dar loro man forte incrociano le braccia anche i dipendenti comunali, quelli provinciali, i postini, i vetturini e anche i ferrovieri. Nella città felsinea la maggioranza dei negozi chiude e lo sciopero continua anche per tutto il giorno successivo sino alle ore 20:00. 
L'8 aprile si svolgono a Bologna i funerali di Campagnoli e a Decima quelli delle altre sette vittime. A entrambi gli eventi partecipano migliaia di persone. Alle esequie nella frazione persicetana convengono tra gli altri gli onorevoli Leonello Grossi, Antonio Graziadei, Costantino Lazzari e Anselmo Marabini, il dirigente socialista Casimiro Casucci e il sindacalista Armando Borghi. Il giorno stesso gli ambienti della borghesia bolognese, a fronte della compattezza del fronte sindacale, si riuniscono presso la Camera di Commercio e danno vita all'Associazione di difesa sociale. 
A Modena la mattina del 7 aprile le due Camere del Lavoro proclamano lo sciopero generale per protestare contro l'eccidio. In mattinata venne indetto un comizio che si svolge senza incidenti. Nel pomeriggio una seconda manifestazione, animata da circa 15000 persone, venne convocata in piazza Grande davanti al Municipio. Nel giro di pochi minuti la tensione degenera e i Carabinieri aprono il fuoco sulla folla causando 4 morti. Una quinta vittima morirà alcuni mesi dopo per le ferite riportate.
Alla notizia dell'eccidio di Decima a Nardò i braccianti, già in agitazione contro i proprietari terrieri locali, proclamarono lo sciopero generale. Poche ore dopo gli accessi al paese furono bloccati, i Carabinieri disarmati e fu issata la bandiera sul municipio. Il giorno successivo, all'arrivo in paese di reparti dell'esercito e delle forze dell'ordine, scoppiò una guerriglia urbana fatta di sparatorie e sassaioli. Rimasero uccisi tre manifestanti ed un poliziotto.

## Monumenti
Il 1º maggio 1957 il comune di San Giovanni fece apporre sulla facciata della casa del Popolo di Decima una lapide a ricordo delle vittime dell'eccidio. Una seconda lastra venne poi apposta sulla facciata delle scuole del paese, ovvero nel luogo esatto della strage, nell'aprile 1983. Un piazzale della frazione persicetana è stato ribattezzato piazza 5 aprile.